# Struhařov (ort i Tjeckien, lat 49,95, long 14,74)
Struhařov är en ort i Tjeckien.   Den ligger i regionen Mellersta Böhmen, i den centrala delen av landet, 28 km sydost om huvudstaden Prag. Struhařov ligger 479 meter över havet och antalet invånare är 561.
Terrängen runt Struhařov är huvudsakligen platt, men åt sydost är den kuperad. Struhařov ligger uppe på en höjd. Runt Struhařov är det ganska tätbefolkat, med 58 invånare per kvadratkilometer. Närmaste större samhälle är Benešov, 19,3 km söder om Struhařov. I omgivningarna runt Struhařov växer i huvudsak blandskog.